# Mistrzostwa Świata w Zapasach 1955
Mistrzostwa Świata w Zapasach 1955 odbyły się w mieście Karlsruhe (RFN).

## Styl klasyczny
| Konkurencja: | Złoto                | Srebro           | Brąz              |
| ------------ | -------------------- | ---------------- | ----------------- |
| -52 kg       | Ignazio Fabra        | Naił Garajew     | Hüseyin Akbaş     |
| -57 kg       | Władimir Staszkewicz | Yaşar Yılmaz     | Pietro Lombardi   |
| -62 kg       | Imre Polyák          | Müzahir Sille    | Gunnar Håkansson  |
| -67 kg       | Grigorij Gamarnik    | Kyösti Lehtonen  | Gustav Freij      |
| -73 kg       | Władimir Maniejew    | Anton Mackowiak  | Milorad Arsić     |
| -79 kg       | Giwi Kartozia        | György Gurics    | Horst Heß         |
| -87 kg       | Walentin Nikołajew   | Veikko Lahti     | Karl-Erik Nilsson |
| +87 kg       | Aleksander Mazur     | Bertil Antonsson | Hamit Kaplan      |

## Tabela medalowa
| Lp. | Państwo    | Złoto | Srebro | Brąz |
| --- | ---------- | ----- | ------ | ---- |
| 1   | ZSRR       | 6     | 1      | 0    |
| 2   | Węgry      | 1     | 1      | 0    |
| 3   | Włochy     | 1     | 0      | 1    |
| 4   | Turcja     | 0     | 2      | 2    |
| 5   | Finlandia  | 0     | 2      | 0    |
| 6   | Szwecja    | 0     | 1      | 3    |
| 7   | RFN        | 0     | 1      | 1    |
| 8   | Jugosławia | 0     | 0      | 1    |